# Allium maackii
Allium maackii là một loài thực vật có hoa trong họ Amaryllidaceae. Loài này được (Maxim.) Prokh. ex Kom. mô tả khoa học đầu tiên năm 1931.